# Krassowa
Krassowa [kraˈsɔva] (polnisch Krasowa, 1936–1945 Klein Walden) ist ein Ort in der zweisprachigen Stadt- und Landgemeinde Leschnitz (Leśnica) im Powiat Strzelecki der Woiwodschaft Opole in Polen.

## Geographie
Das Straßendorf Krassowa liegt vier Kilometer südwestlich von Leschnitz, 18 Kilometer südwestlich von Strzelce Opolskie (Groß Strehlitz) und 43 Kilometer südöstlich von Opole (Oppeln) in der Schlesischen Tiefebene (Schlesische Tiefebene) innerhalb der Kotlina Raciborska (Ratiborer Becken) hin zur Chełm (Chelm). Das Dorf ist umgeben von zahlreichen Teichen und Waldgebieten.
Durch das Dorf fließt der Bach Padól, der in der Nähe von St. Annaberg bei Poremba entspringt und bei der Schleuse Janszkowice in die Oder fließt.

### Nachbarorte
Das Dorf ist umgeben von folgenden Dörfern und Städten:
| Zdzieszowice    | Sankt Annaberg                              | Leschnitz          |
| Wierlmierzowice | Kompassrose, die auf Nachbargemeinden zeigt | Lenkau             |
| Januszkowice    | Raschowa                                    | Raschowa, Kurzawka |

### Klima
Krassowa hat ein gemäßigtes Klima. Die jährlichen Niederschlagsmengen von rund 580 mm schwanken in den Monatswerten zwischen 27 mm im Februar und 81 mm im Juli. Die durchschnittlichen Temperaturen haben eine Bandbreite von −4 Grad im Januar und 25 Grad im August bei einem Jahresmittelwert von 13,6 Grad.
|                        | Jan  | Feb  | Mär  | Apr  | Mai  | Jun  | Jul  | Aug  | Sep  | Okt  | Nov | Dez  |   |      |
| Mittl. Temperatur (°C) | −1,2 | 0,0  | 3,9  | 9,7  | 14,4 | 17,9 | 19,9 | 19,6 | 15,0 | 10,1 | 5,5 | 0,7  | ⌀ | 9,7  |
| Mittl. Tagesmax. (°C)  | 1,3  | 3,2  | 8,1  | 14,5 | 18,9 | 22,1 | 24,2 | 24,1 | 19,3 | 13,8 | 8,3 | 3,1  | ⌀ | 13,5 |
| Mittl. Tagesmin. (°C)  | −3,9 | −3,3 | −0,2 | 4,4  | 9,3  | 13,0 | 15,1 | 14,8 | 10,8 | 6,7  | 2,9 | −1,7 | ⌀ | 5,7  |
|                        |      |      |      |      |      |      |      |      |      |      |     |      |   |      |
| Niederschlag (mm)      | 50   | 44   | 55   | 52   | 75   | 80   | 101  | 66   | 70   | 52   | 53  | 52   | Σ | 750  |
|                        |      |      |      |      |      |      |      |      |      |      |     |      |   |      |
| Sonnenstunden (h/d)    | 3,2  | 4,1  | 5,7  | 8,7  | 10,0 | 10,8 | 11,1 | 10,4 | 7,5  | 5,2  | 3,8 | 3,2  | ⌀ | 7    |
|                        |      |      |      |      |      |      |      |      |      |      |     |      |   |      |
| Regentage (d)          | 9    | 8    | 9    | 8    | 9    | 9    | 10   | 8    | 8    | 8    | 8   | 9    | Σ | 103  |
|                        |      |      |      |      |      |      |      |      |      |      |     |      |   |      |
| Luftfeuchtigkeit (%)   | 82   | 80   | 74   | 67   | 67   | 67   | 67   | 67   | 71   | 77   | 82  | 82   | ⌀ | 73,6 |

| −3,9 |

| −3,3 |

| −0,2 |

| 4,4 |

| 9,3 |

| 13,0 |

| 15,1 |

| 14,8 |

| 10,8 |

| 6,7 |

| 2,9 |

| −1,7 |

| −3,9 |

| −3,3 |

| −0,2 |

| 4,4 |

| 9,3 |

| 13,0 |

| 15,1 |

| 14,8 |

| 10,8 |

| 6,7 |

| 2,9 |

| −1,7 |

#### Luftqualität
Die Luftqualität in Bezug auf die Feinstaubbelastung (PM10 [µg / m 3 ]) im Umkreis von Krasssowa hat laut polnischen Luftqualitätsindex in den letzten 5 Jahren eine gute Qualität.
| Monat        | Januar | Februar | März | April | Mai  | Juni | Juli | August | September | Oktober | November | Dezember | Gesamt |
| ------------ | ------ | ------- | ---- | ----- | ---- | ---- | ---- | ------ | --------- | ------- | -------- | -------- | ------ |
| PM10 [µg/m³] | 60,4   | 52,8    | 41,1 | 34,3  | 25,7 | 19,7 | 19,8 | 23,2   | 27,7      | 35,5    | 42,7     | 40,5     | 35,3   |

| Luftqualitätsindex | PM10 [µg / m 3 ] |
| ------------------ | ---------------- |
| Sehr gut           | 0                |
| Gut                | => 20,1          |
| Mäßig              | => 50,1          |
| Ausreichend        | => 80,1          |
| Schlecht           | => 110,1         |
| Sehr schlecht      | => 150,1         |

## Geschichte

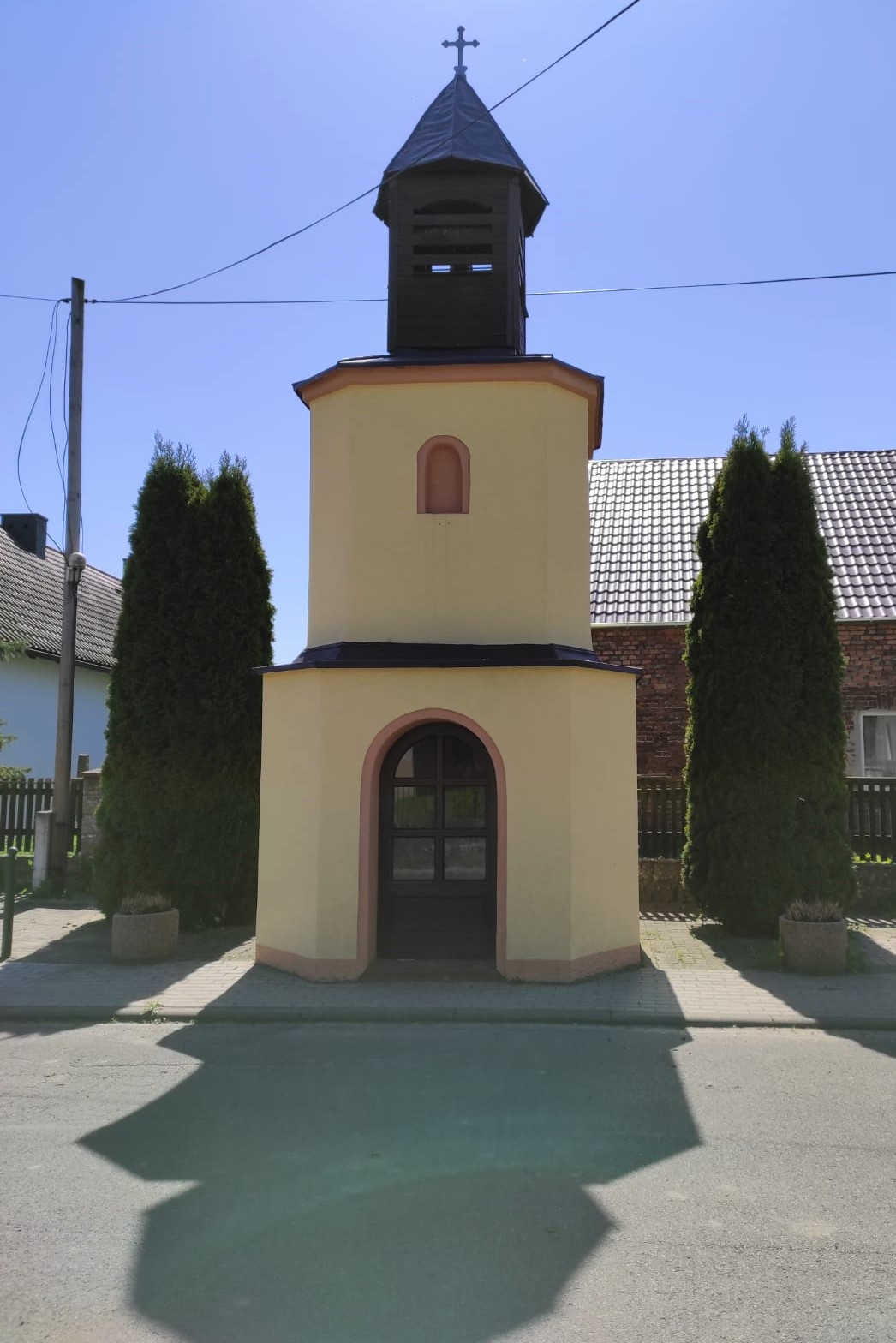
Kapelle Krassowa (2021)

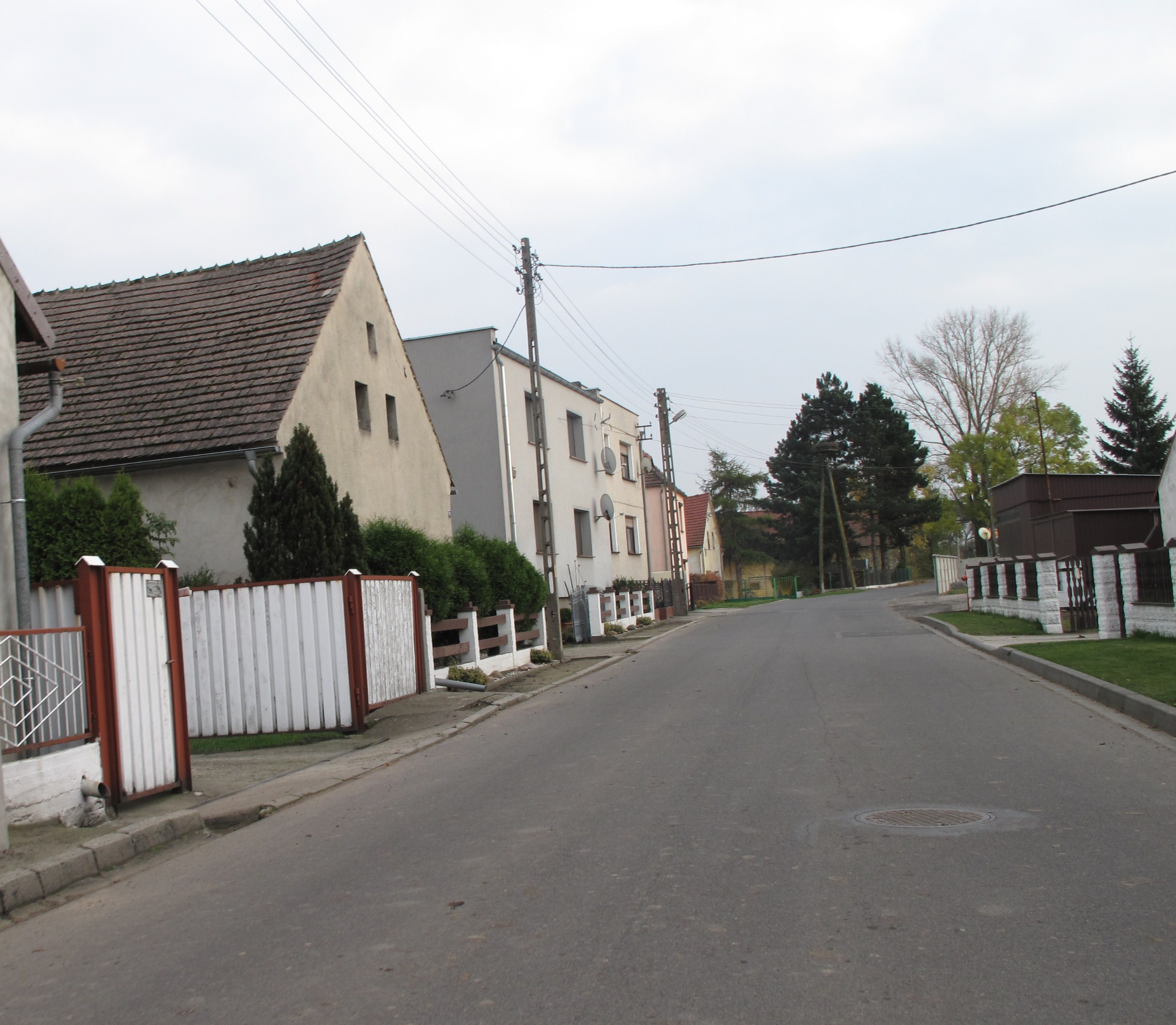
Ortspartie

Das Dorf Krassowa wurde im Jahre 1679 als Kraszowa durch die leschnitzer Pfarrei erwähnt. Da Krassowa 1679 zur Pfarrei Leschnitz gehörte, war wie damals üblich, der Pfarrer von Leschnitz Besitzer des Dorfes.
Im Jahr 1720 zählte man 82 Einwohner. Nach dem Ersten Schlesischen Krieg fiel Krassowa 1742 mit dem größten Teil Schlesiens an Preußen. Die Statistik von 1783 nennt 6 Bauern, 9 Landbauern, 1 Heimarbeiter, eine Wassermühle und insgesamt 75 Einwohner.
Nach der Neuorganisation der Provinz Schlesien gehörte die Landgemeinde Krassowa ab 1816 zum Landkreis Groß Strehlitz im Regierungsbezirk Oppeln. 1817 wohnten in Krasowa 93 Personen. 1845 bestanden in Ort eine Wassermühle und 26 Häuser. Im gleichen Jahr zählte Krassowa 204 Einwohner, allesamt katholisch. 1865 hatte der Ort 10 Bauern-, 4 Gärtner-, 16 Häuslerstellen und 5 Einlieger sowie einen Kretscham und eine Mühle. Eingepfarrt waren die Bewohner nach Leschnitz. 1874 wurde der Amtsbezirk Freivogtei Leschnitz gegründet, welcher die Landgemeinden Krassowa, Kzienzowiesch und Leschnitz, Freivogtei und den Gutsbezirken Krassowa Vorwerk und Leschnitz, Freivogtei umfasste.
Bei der Volksabstimmung in Oberschlesien am 20. März 1921, die in der Gegend von bürgerkriegsähnlichen Zuständen begleitet wurde, stimmten in Krassowa 84 Personen für einen Verbleib bei Deutschland und 70 für Polen. Krassowa verblieb wie der gesamte Stimmkreis Groß-Strehlitz beim Deutschen Reich. Ab 1933 führten die neuen nationalsozialistischen Machthabern groß angelegte Umbenennungen von Ortsnamen slawischen Ursprungs durch. Dadurch wurde am 3. Juli 1936 der Ortsname Krassowa in Klein Walden geändert. Bis 1945 befand sich der Ort im Landkreis Groß Strehlitz.
1945 kam der bisher deutsche Ort unter polnische Verwaltung und wurde in Krasowa umbenannt und der Woiwodschaft Schlesien angeschlossen. 1950 kam der Ort zur Woiwodschaft Oppeln und 1999 zum Powiat Krapkowicki. 2006 führte die Gmina Leśnica, der Krassowa angehört, Deutsch als Hilfssprache und im Jahr 2008 zweisprachige Ortsbezeichnungen ein.
Heute gehört Krasowa zur nahegelegenen Territorialpfarrei in Januszkowice (Januschkowitz).

### Etymologie des Stadtnamens
Der Name der des Dorfes Krassowa leitet sich ab vom polnischen Adjektiv  „krasny“, was „schön“ bedeutet.

### Demografie

#### Einwohnerentwicklung
| Jahr | Einwohner |
| ---- | --------- |
| 1720 | 82        |
| 1783 | 75        |
| 1817 | 93        |
| 1845 | 204       |
| 1861 | 217       |
| 1910 | 265       |
| 1933 | 278       |
| 1939 | 293       |
| 1996 | 215       |
| 1998 | 220       |
| 2002 | 219       |
| 2009 | 199       |
| 2011 | 206       |

### Sprachen
In Krassowa wird neben Polnisch und Schlesisch aufgrund seiner Geschichte von manchen Einwohnern auch Deutsch gesprochen.

### Wappen

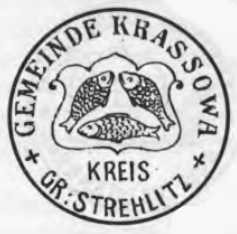
Altes Siegel der Gemeinde

Altes Siegel und Stempel des Ortes zeigen drei Karpfen im Dreieck angeordnet. Das Wappen könnte auf eine örtliche Teichwirtschaft hinweisen.

## Sehenswürdigkeiten
- Steinerne Glockenkapelle aus dem 19. Jahrhundert
- Steinerne Wegekapelle mit Nepomukstatue

## Verkehr

### Straßenverkehr
Durch das Dorf geht die Straße „Wiejska“, was mit „Dorfstraße“ übersetzt werden kann.
Die Auffahrt Krapkowice an der Autostrada A4 (polnisch für „Autobahn A4“) ist etwa 18 km entfernt. Mit 670 km ist sie die längste Autobahn Polens. Sie verläuft von der deutsch-polnischen bis zur polnisch-ukrainischen Grenze.

### Busverkehr
Krassowa besitzt zwei Haltestellen
- Krasowa I – Haltestellennummern 603 und 604
- Krasowa II – Haltestellennummern 821 und 822

die das Dorf mit Kędzierzyn-Koźle und Leśnica verbinden.

### Bahnverkehr
Der Bahnhof Kędzierzyn-Koźle ist etwa 7,5 km entfernt und ist ein Eisenbahnknoten mit der Ost-West-Verbindung von Gliwice nach Nysa, der Nordverbindung nach Opole und der Südverbindung nach Racibórz.

### Flugverkehr
Der internationale Flughafen Katowice ist etwa 85 km entfernt.